# Kopenhagen-Hof
Der Kopenhagen-Hof ist ein Gemeindebau im 19. Wiener Gemeindebezirk Döbling. Er wurde 1956–1959 auf dem vormaligen Gelände einer Bierbrauerei errichtet und umfasst 432 Wohnungen.

## Lage
Der Kopenhagen-Hof liegt im Süden von Döbling in der Katastralgemeinde Oberdöbling. Die Wohnhausanlage wird im Süden von der Schegargasse und im Norden von der Hardtgasse begrenzt, im Westen reicht der Kopenhagen-Hof teilweise bis an die Billrothstraße (Straßenbahnlinie 38, Autobuslinie 35A) heran, im Osten trennt eine Häuserzeile den Gemeindebau von der Döblinger Hauptstraße (Straßenbahnlinie 37). Die offizielle Adresse lautet 19., Schegargasse 13–15.

## Geschichte

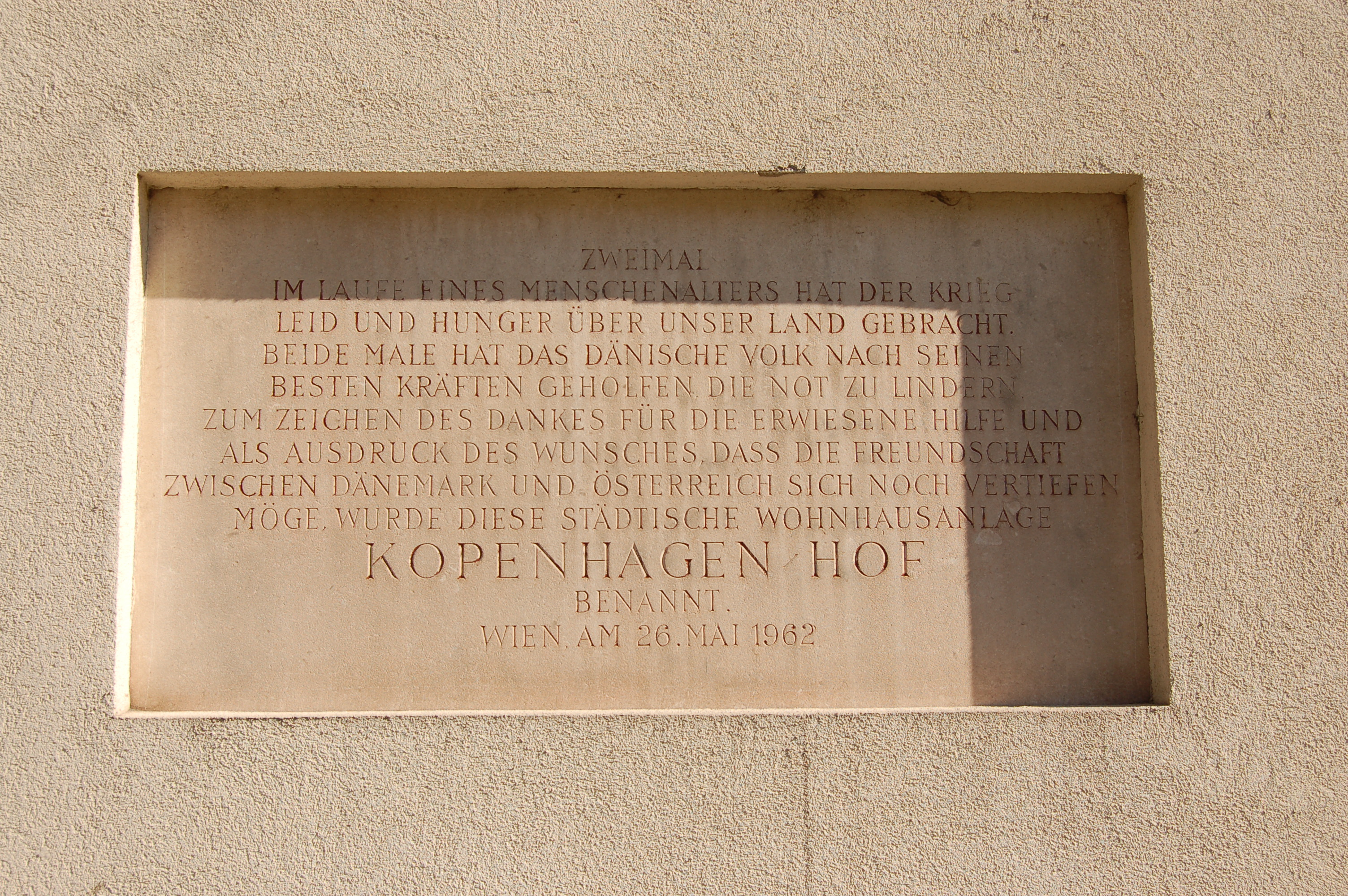
Gedenktafel zur Erinnerung an die Benennung des Kopenhagen-Hofes

Auf dem Areal befand sich zuvor eine von Moriz von Kuffner, dem Eigentümer der Ottakringer Brauerei, betriebene Bierbrauerei.
In nächster Umgebung des Kopenhagen-Hofs waren bereits in den 1920er Jahren mehrere Gemeindebauten – wie der Professor-Jodl-Hof, der Klosehof, der Pestalozzi-Hof und der Dittes-Hof – errichtet worden. Nachdem die Kuffnersche Bierbrauerei während des Zweiten Weltkriegs zerstört worden war, beschloss die Stadtplanung die Errichtung einer weiteren Wohnhausanlage in diesem Teil des Bezirkes und knüpfte damit an die Bebauungstradition des Roten Wien an.
Die Errichtung des Kopenhagen-Hofes erfolgte in zwei Bauphasen, wobei der Nordteil an der Hardtgasse von den Architekten Wilhelm Hubatsch, Florian Omasta, Fritz Pariasek und Friedrich Punzmann geplant wurde und der Südteil an der Billrothstraße und der Schegargasse vom Architektenteam Eduard Böhm, Joachim Peters, Hans Pfann und Ernest Stamminger entworfen wurde. Die Bauarbeiten für den Nordteil mit 213 Wohnungen starteten 1956, die Errichtung des Südteils, der 1959 eröffnet wurde, begann 1957.
Als Dank für die dänische Hilfe nach beiden Weltkriegen wurde die Wohnhausanlage am 26. Mai 1962 nach der dänischen Hauptstadt Kopenhagen benannt. An der Stiege 4 wurde zudem eine Gedenktafel angebracht, die daran erinnert, dass das dänische Volk dazu beitrug, „zweimal im Laufe eines Menschenalters“ die Not, vor allem der Wiener Kinder zu lindern.
Der Kopenhagen-Hof wurde 2005–2007 saniert, wobei Fenster und Türen erneuert wurden und teilweise eine Vollschutzwärmedämmung der Fassade durchgeführt wurde. Zudem wurde der Kopenhagen-Hof an das Netz der Fernwärme Wien angeschlossen. Die Kosten der Sanierung beliefen sich auf rund 2.500.000 Euro.

## Architektur
Der Kopenhagen-Hof besteht aus mehreren Straßentrakten, die von gekuppelten Häusern gebildet werden, sowie aus fünf Gebäuden, die auf dem parkartigen Gelände verteilt wurden. Im Nordteil trennen zwei Straßentrakte die Wohnanlage von der Hardtgasse, wobei die beiden voneinander getrennten Trakte zwei bzw. drei Stiegen umfassen. Ebenfalls zum Nordteil der Anlage gehören drei Gebäude, die eine bis drei Stiegen umfassen. Während die außenliegenden Gebäude des Kopenhagen-Hofes den umliegenden Bauten in der Höhe angeglichen wurden, weisen vier der fünf einzeln stehenden Trakte im Inneren der Anlage je acht Stockwerke auf. Im Süden trennt ein langgezogener Trakt mit fünf Stiegen die Wohnanlage von der Billrothstraße bzw. der Schegargasse, ihm gegenüber liegen zwei weitere Trakte mit zwei bzw. drei Stiegen, die sich an einen 1923/24 errichteten Gemeindebau in der Schegargasse 17 anschließen. 

## Kunstwerke
In der Wohnhausanlage befindet sich eine große Anzahl moderner Kunstwerke. Das Relief „Hausmusik“ wurde vom Maler Franz Luby geschaffen, die Türumrahmung „Familienleben“ stammt von Adele Stadler. Des Weiteren befinden sich in der parkähnlichen Anlage die Bronzeplastik „Zwei ballspielende Knaben“ des Bildhauers Rudolf Schmidt und die Natursteinplastik „Zwei spielende Bären“ des Bildhauers Josef Bock. Auf dem Vorplatz der Kreuzung Billrothstraße und Schegargasse liegt die Natursteinplastik „Ruhende Frau“ von Alfons Riedel. Zudem findet man mehrere künstlerisch gestaltete Brunnen in der Wohnanlage, wobei der akademische Maler Jakob Laub eine Vogeltränke und Alfred Hrdlicka eine „Abstrakte Vogeltränke“ schuf. Des Weiteren besteht in der Anlage der Brunnen „Vogelflug“ von Herbert Schwarz und eine Sonnenuhr, die von Helene Hädelmayr entworfen wurde.

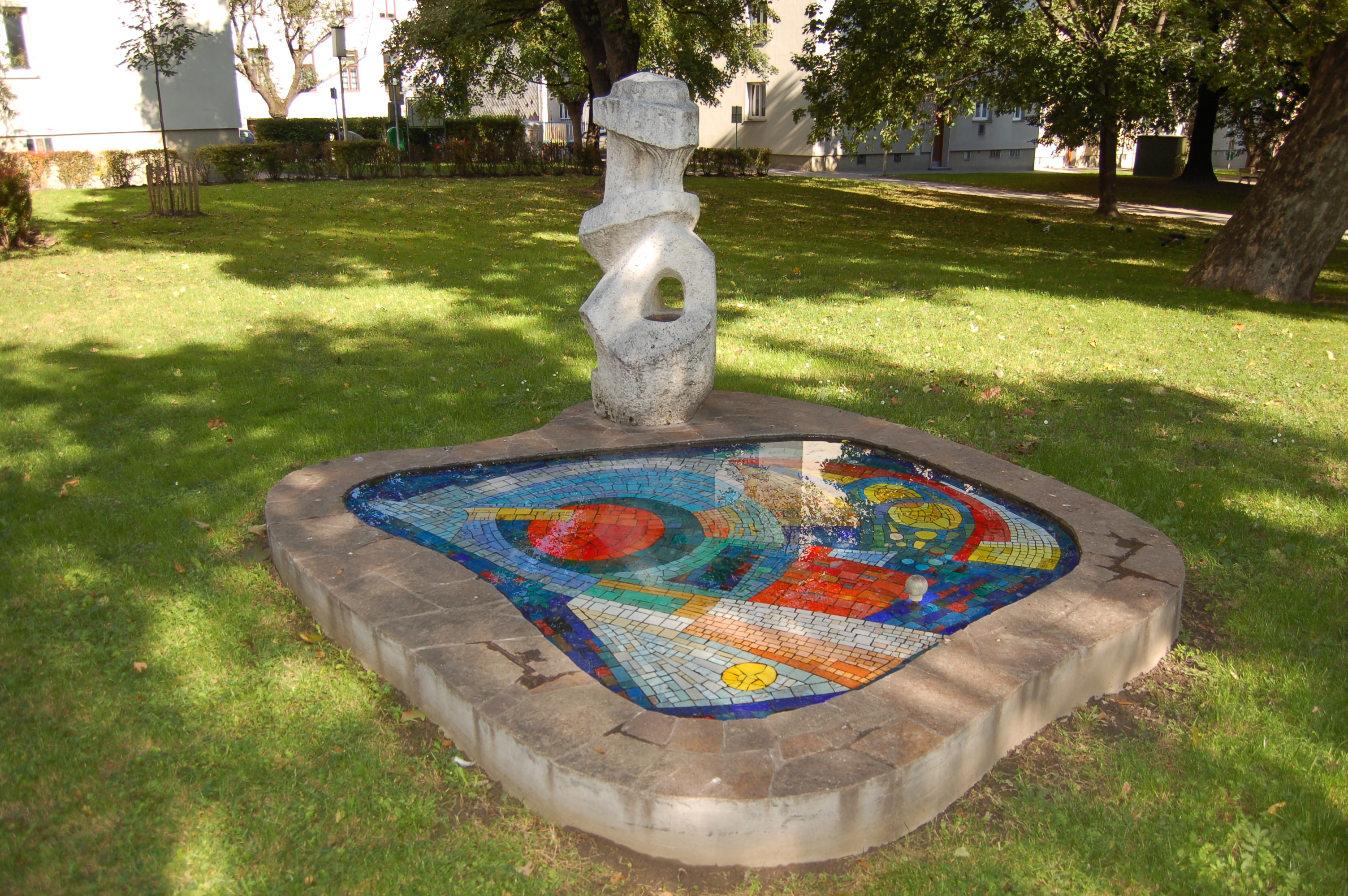
Vogeltränke
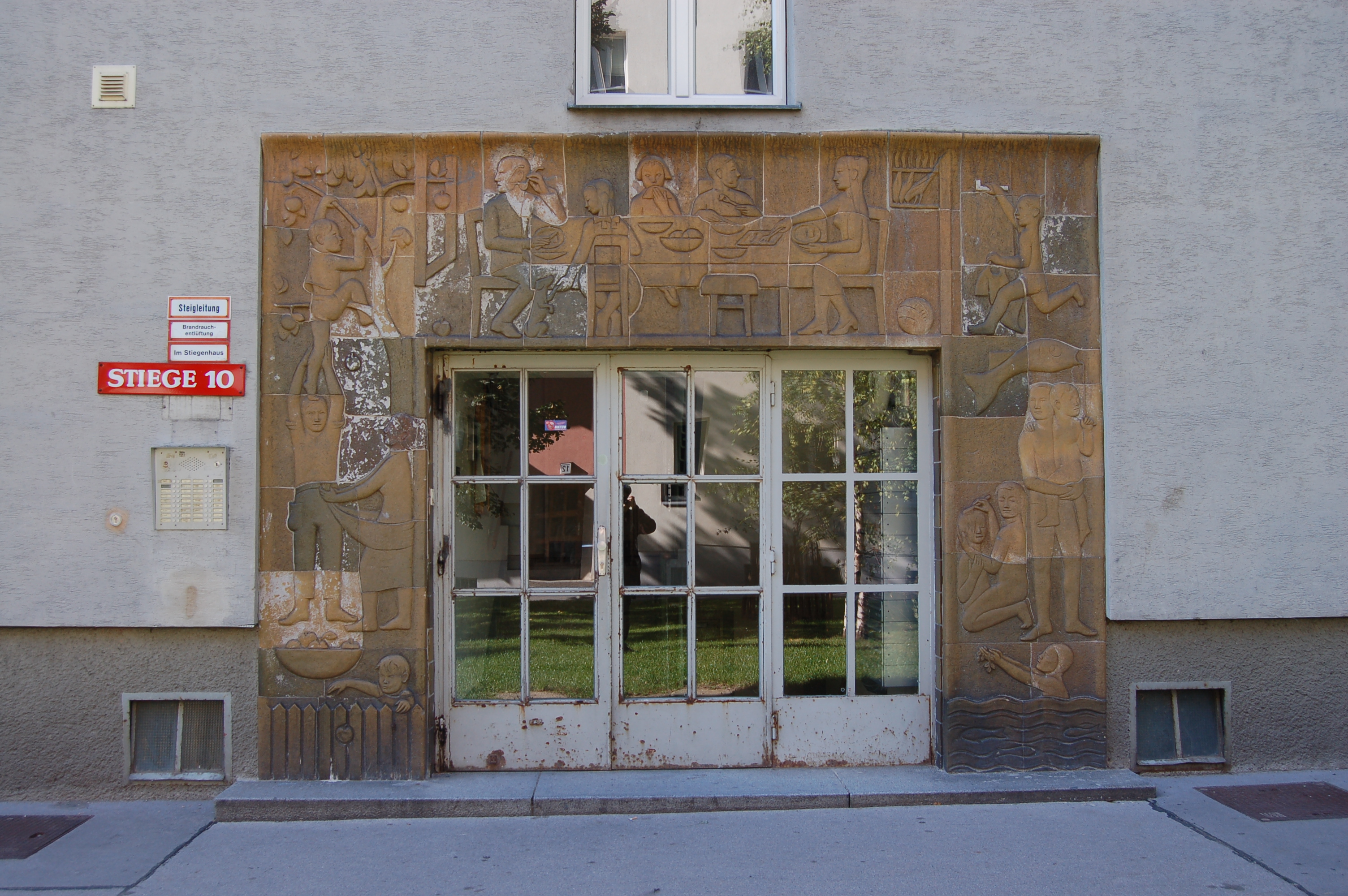
Türumrahmung Familienleben
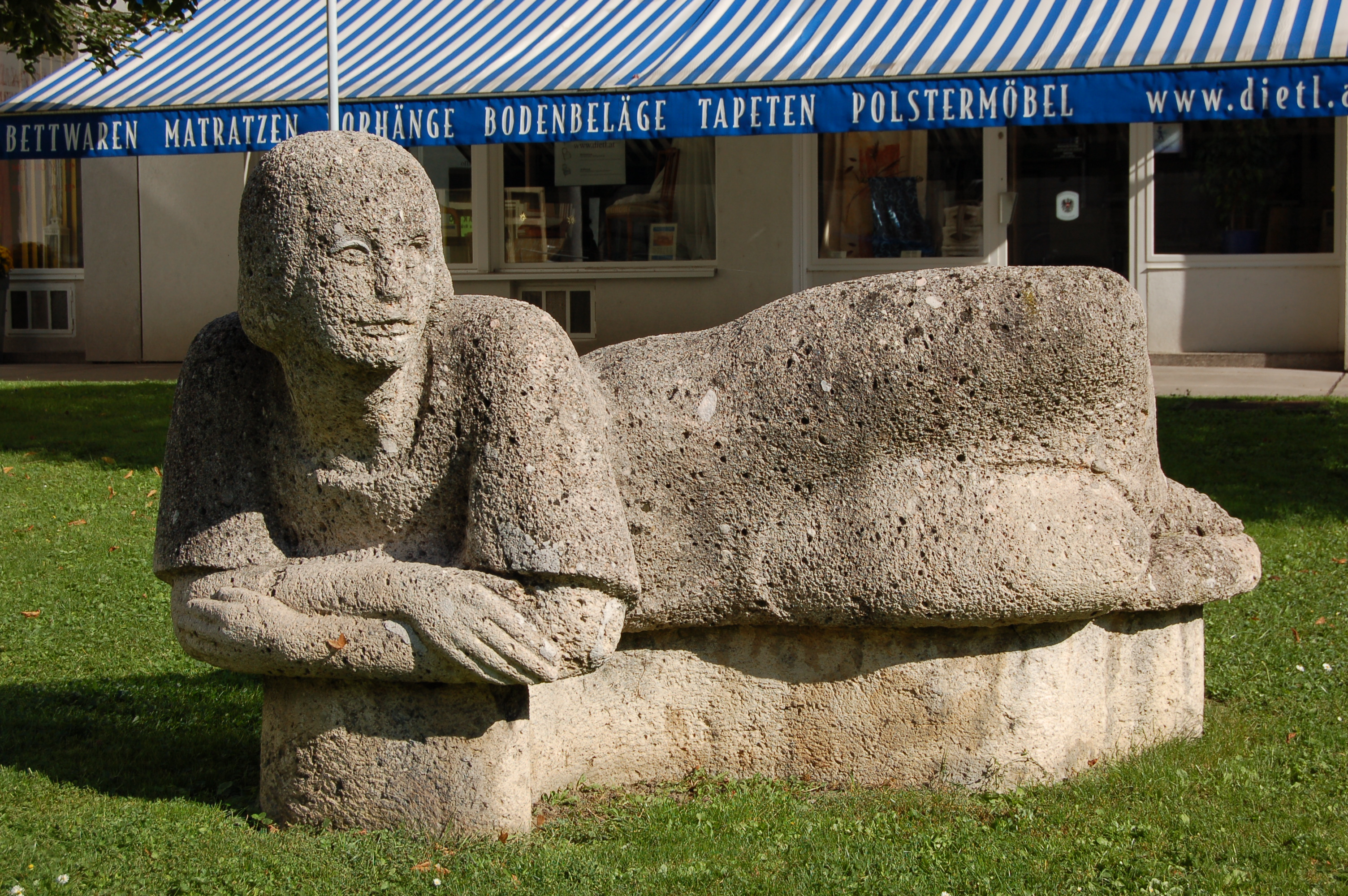
Plastik „Ruhende Frau“
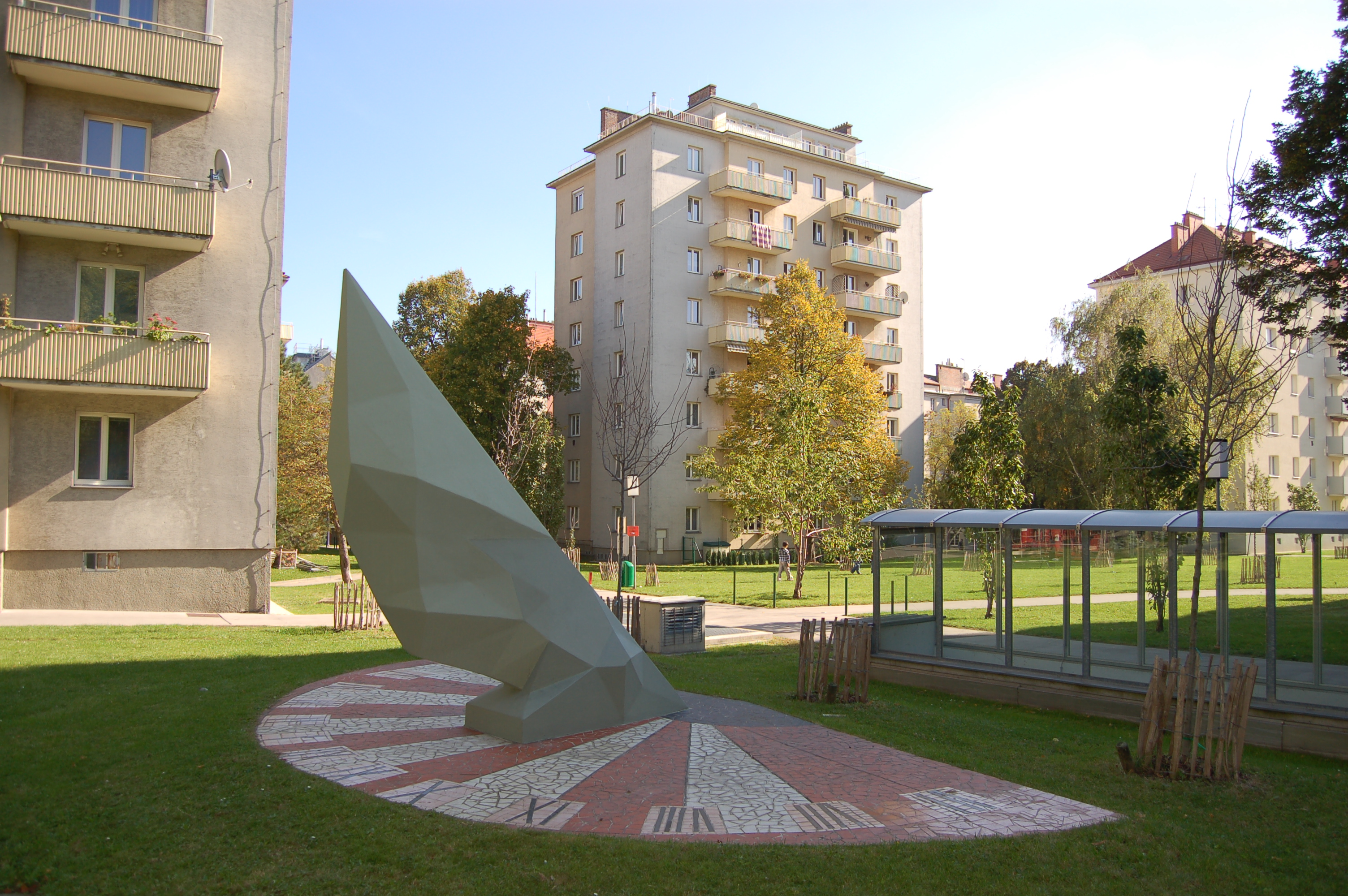
Sonnenuhr
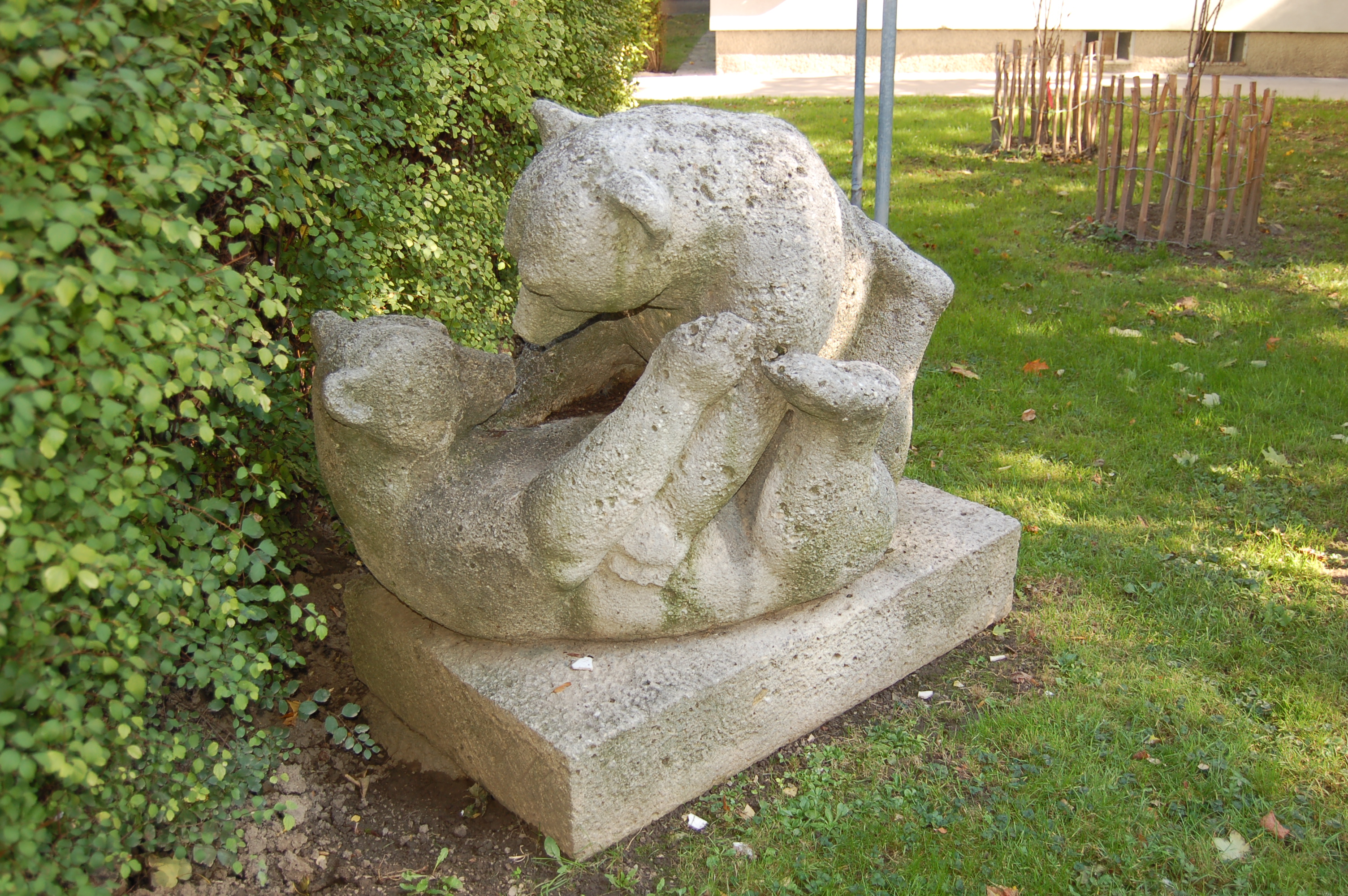
Zwei spielende Bären